# حرکت سریع گیاه

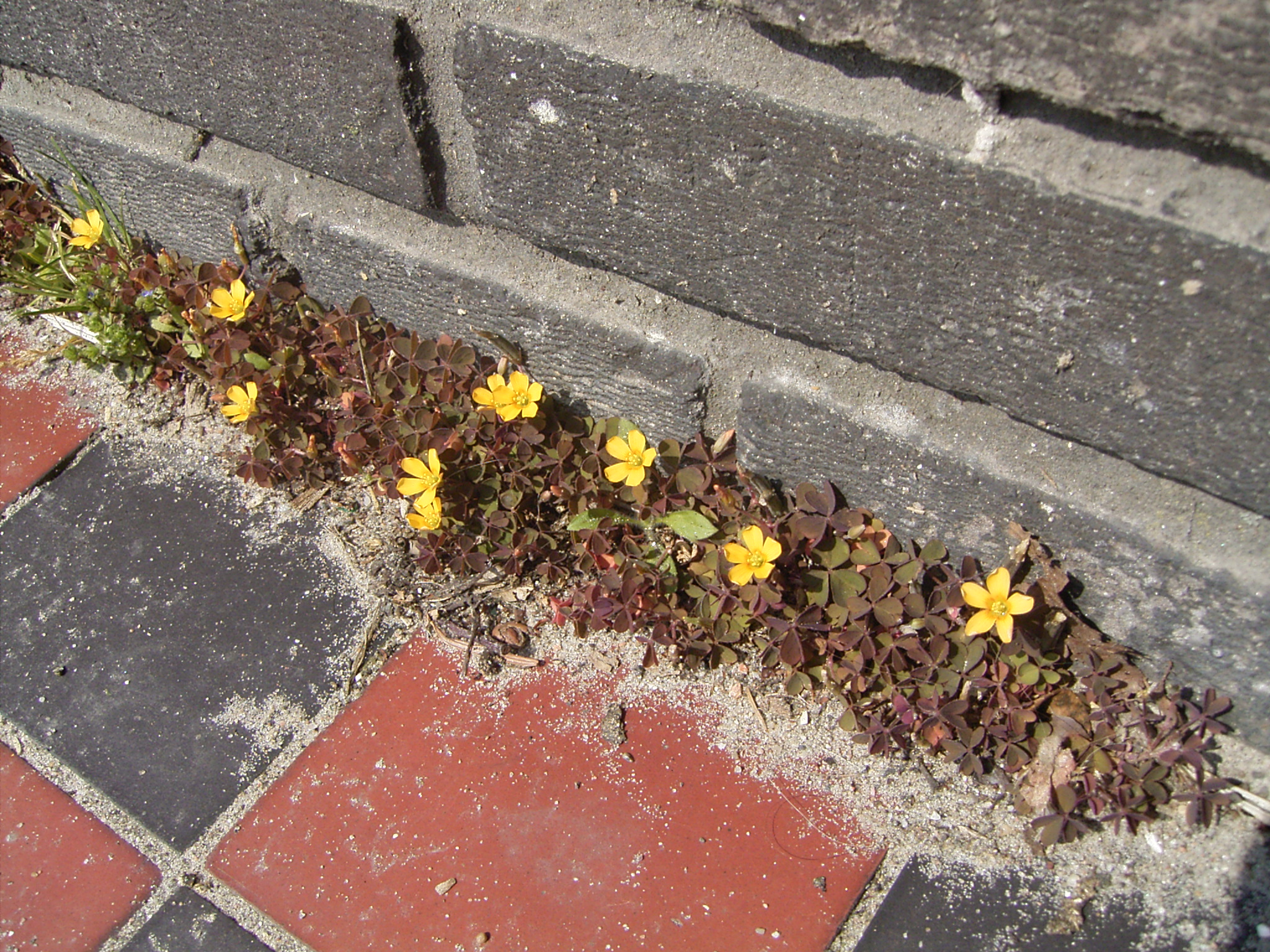
غلاف‌های ترش‌واش در هنگام لمس تخلیه انفجاری انجام داده و بذرها را در فاصله دور پرتاب می‌کنند.

حرکت سریع گیاه (انگلیسی: Rapid plant movement)، شامل حرکت در ساختارهای گیاهی است که در یک دوره بسیار کوتاه و معمولاً کمتر از یک ثانیه اتفاق می‌افتد. برای نمونه، ونوس‌مگس تله خود را در حدود ۱۰۰ میلی‌ثانیه می‌بندد. تله‌های علف‌عنبانی بسیار سریعتر هستند و در حدود ۰٫۵ میلی‌ثانیه بسته می‌شوند. گل زغال‌اخته کانادایی گلبرگ‌های خود را باز می‌کند و گرده‌ها را در کمتر از ۰٫۵ میلی‌ثانیه شلیک می‌کند. این رکورد در حال حاضر متعلق به درخت توت سفید است و حرکت گل ۲۵ میکروثانیه طول می‌کشد، زیرا گرده با سرعتی بیش از نیمی از سرعت صوت از روی پرچم منجنیق می‌شود، نزدیک به محدودیت‌های فیزیکی نظری برای حرکت در گیاهان.
این حرکات سریع گیاهان با «حرکت‌های رشد» رایج‌تر، اما بسیار کندتر گیاهان، که گرایش نامیده می‌شوند، متفاوت است. گرایش شامل حرکاتی است که منجر به تغییرات فیزیکی و دائمی گیاه می‌شود در حالی که حرکات سریع گیاه معمولاً برگشت‌پذیر هستند یا در یک بازه زمانی کوتاهتر رخ می‌دهند.
عملکردهای مختلفی توسط گیاهان برای دستیابی به این حرکات سریع به کار گرفته می‌شود. حرکات بسیار سریع مانند تکنیک‌های پراکندگی هاگ‌های انفجاری خزه‌های اسفاگنوم ممکن است شامل افزایش فشار داخلی از طریق کم‌آبی باشد، که باعث رانش ناگهانی هاگ‌ها به سمت بالا یا از طریق باز شدن سریع دهانه «گل» ناشی از گرده‌افشانی حشرات می‌شود. حرکت سریع را می‌توان در گیاهان شکارچی نیز نشان داد، جایی که تحریک مکانیکی حرکت حشرات باعث ایجاد پتانسیل کنش الکتریکی و آزاد شدن انرژی الاستیک در بافت‌های گیاه می‌شود. این رهاسازی را می‌توان در بسته شدن تله ونوس‌مگس، پیچاندن برگ‌های ژاله‌پوش و در عمل دریچه و مکش علف‌انبانی مشاهده کرد.
حرکت آهسته‌تر، مانند چین‌خوردن برگ‌های گیاه حساس، ممکن است به تغییرات برگشت‌پذیر، اما شدید یا ناهموار فشار آب در بافت‌های گیاه بستگی داشته باشد. پاسخ اسمزی آب به شار یونی.
در سال ۱۸۸۰، چارلز داروین کتاب «قدرت حرکت در گیاهان» را منتشر کرد که آخرین اثر او قبل از مرگش بود.

برگچه‌های گیاه قهر و آشتی

## گیاهانی که طعمه را می‌گیرند و مصرف می‌کنند
- ونوس مگس‌خوار
- چرخ‌آب
- علف‌انبانی
- ژاله‌پوش

## گیاهانی که برگ‌ها و برگچه‌ها را جابجا می‌کنند
گیاهانی که قادرند به سرعت برگ‌ها یا برگچه‌های (Leaflet) خود را در پاسخ به تحریکات مکانیکی مانند لمس (بساوش‌تنجی) حرکت دهند:
- Aeschynomene:
  - Large leaf sensitive plant (Aeschynomene fluitans)
  - Aeschynomene americana[۷]
  - Aeschynomene deightonii[۸]
- اختری[۹]
- شبدرهای سرخسی:
  - Biophytum abyssinicum[۱۰]
  - Biophytum helenae[۱۱]
  - Biophytum petersianum[۱۲]
  - Biophytum reinwardtii[۱۳]
  - شبدرترشک نپالی
- Chamaecrista:
  - Partridge pea (Chamaecrista fasciculata)
  - Sensitive partridge pea (Chamaecrista nictitans)
  - Chamaecrista mimosoides L.[۱۴]
- میموسا:
  - Giant false sensitive plant (Mimosa diplotricha)
  - Catclaw brier (Mimosa nuttallii)
  - Giant sensitive plant (Mimosa pigra)
  - Mimosa polyantha
  - Mimosa polycarpa var. spegazzinii
  - گل قهر و آشتی
  - Roemer sensitive briar (Mimosa roemeriana)
  - Eastern sensitive plant, sensitive briar (Mimosa rupertiana)
  - Mimosa uruguensis
- Neptunia:
  - Yellow neptunia (Neptunia lutea)
  - Sensitive neptunia (Neptunia oleracea)
  - Neptunia plena
  - Neptunia gracili
- Senna alata[۱۴]

گیاهانی که برگ‌ها یا برگچه‌های خود را با سرعت کافی حرکت می‌دهند تا با چشم غیرمسلح قابل درک باشند:
- گیاه رقاص

## گیاهانی که با حرکت سریع بذرها یا گرده‌ها را پخش می‌کنند
- خرخیار
- ترتیزک باتلاقی و سایر گونه‌های ترتیزک. دارای غلاف‌های بذری هستند که هنگام لمس منفجر می‌شوند.
- گل بی‌صبر
- Sandbox tree
- گل‌های ستونی
- زغال‌اخته کانادایی
- توت سفید
- Orchids (all genus Catasetum)
- Dwarf mistletoe (Arceuthobium)
- فندق افسون‌گر
- برخی از باقلاییان دارای لوبیا هستند که با خشک شدن می‌پیچند و کشش را روی درز ایجاد می‌کنند، که در نقطه‌ای به‌طور ناگهانی و شدید شکافته می‌شود و بذرها مترها از گیاه مادری دور می‌شوند.[۱۵][۱۶]
- مارانتائیان[۱۷]
- Minnieroot (Ruellia tuberosa)
- پیوت، پرچم‌های پیوت (Lophophora williamsii) در پاسخ به لمس حرکت می‌کنند.[۱۸]